# 斯氏刺鰍
斯氏刺鰍為輻鰭魚綱合鰓目刺鰍亞目刺鰍科的其中一種，分布於非洲Mweru湖、剛果河上游流域，體長可達17.1公分，棲息在中底層水域，屬肉食性，可做為食用魚。